# Marco Falchetto
Marco Falchetto (Viena, 22 de diciembre de 1973) es un deportista austríaco que compitió en esgrima, especialista en la modalidad de florete.
Ganó dos medallas en el Campeonato Europeo de Esgrima, plata en 2000 y bronce en 1998. Participó en los Juegos Olímpicos de Atlanta 1996, ocupando el cuarto lugar en la prueba por equipos.

## Palmarés internacional
| Campeonato Europeo | Campeonato Europeo | Campeonato Europeo | Campeonato Europeo  |
| Año                | Lugar              | Medalla            | Prueba              |
| ------------------ | ------------------ | ------------------ | ------------------- |
| 1998               | Plovdiv (Bulgaria) | Medalla de bronce  | Florete por equipos |
| 2000               | Funchal (Portugal) | Medalla de plata   | Florete por equipos |